# Saint-Aignan (Morbihan)
Saint-Aignan (in bretone Sant-Inan) è un comune francese di 682 abitanti situato nel dipartimento del Morbihan nella regione della Bretagna.

## Società

### Evoluzione demografica
Abitanti censiti